# Preston (Connecticut)
Preston város az USA Connecticut államában, New London megyében. Lakosainak száma 4788 fő (2020. április 1.).

## Népesség
A település népességének változása:

| 2010 | 4 726 |
| 2020 | 4 788 |